# Distretto di Rostock
Il distretto di Rostock (Bezirk Rostock) era uno dei 14 distretti in cui era divisa la Repubblica Democratica Tedesca, esistito dal 1952 al 1990.
Capoluogo era la città di Rostock.

## Storia
Il distretto di Rostock fu istituito il 25 luglio 1952 nell'ambito della nuova suddivisione amministrativa della Repubblica Democratica Tedesca (i nuovi distretti sostituivano gli stati federati).
Il distretto fu ricavato dalla parte settentrionale dello stato del Meclemburgo.

## Suddivisione amministrativa
Il distretto di Rostock comprendeva 4 circondari urbani (Stadtkreise) e 10 circondari rurali (Landkreise):
- Circondari urbani
  - Greifswald
  - Rostock
  - Stralsund
  - Wismar

- Circondari rurali
  - Bad Doberan
  - Greifswald
  - Grevesmühlen
  - Grimmen
  - Ribnitz-Damgarten
  - Rostock-Land
  - Rügen
  - Stralsund
  - Wismar
  - Wolgast